# Ever Hernández
Ever Francisco Hernández (Santiago de María, 11 de dezembro de 1958) é um ex-futebolista profissional salvadorenho, que atuava como atacante.

## Carreira
Ever Hernández fez parte do elenco da histórica Seleção Salvadorenha de Futebol das Copas do Mundo de 1982. 